# Quatuor à cordes no 5 de Martinů
Pour un article plus général, voir Quatuors à cordes de Martinů.
Le Quatuor à cordes no 5 est une œuvre de musique de chambre du compositeur tchèque Bohuslav Martinů écrite en 1938.

## Contexte
Bohuslav Martinů compose son cinquième quatuor à cordes en 1938, durant une crise existentielle personnelle qui coïncide avec la crise politique dramatique de son pays natal. Il compose son quatuor peu après le Double concerto pour cordes, piano et timbales. Selon le musicologue Harry Halbreich, le quatuor « étonne par sa tension inouïe, l'audace et l'aprêté de son langage, la densité exceptionnelle de sa pensée ». Il est considéré comme l'un des plus grands quatuor à cordes au côté des Lettres intimes de Leoš Janáček. L'œuvre est en sol mineur, où le compositeur reste pendant toute la composition, ce qui est exceptionnel dans son corpus, puisqu'il tend plutôt à une tonalité élargie sans pour autant arriver à l'atonalité.

## Structure
L'œuvre comprend quatre mouvements :
1. Allegro ma non troppo
2. Adagio
3. Scherzo - Allegro vivo, à
4. Lento - Allegro

## Analyse

### Allegro ma non troppo
Le début du quatuor commence par des accords rudes et une rythmique impitoyable. Il n'y a quasiment pas de lyrisme dans ce mouvement, et il accroît la tension dès lors qu'il apparaît.

### Adagio
Ce mouvement est particulièrement oppressant, notamment avec le pizzicato de l'alto. Sa partie centrale est un immense cri d'angoisse, tandis que les dernières mesures passent d'ut majeur à ut mineur, ramenant l'assombrissement initial.

### Scherzo - Allegro vivo
Le troisième mouvement est impétueux et sardonique.

### Lento - Allegro
Ce mouvement est le point culminant de toute l'œuvre, avec une introduction lente rappelant Ernest Bloch. La tonalité qui clôt l'œuvre est toujours celle de sol mineur.